# Patern z Avranches
Patern z Avranches (ur. ok. 430 w Poitiers, zm. 16 kwietnia 564) – biskup Avranches, święty Kościoła katolickiego.
Jego Vita sporządził Wenancjusz Fortunat.
Wspomnienie liturgiczne obchodzone jest w dzienną pamiątkę śmierci.